# Путь славы
«Путь славы» — советский чёрно-белый кинофильм 1948 года.
Фильм основан на реальной судьбе женщины-машиниста Елены Мироновны Чухнюк.

## Сюжет
СССР. 1934 год. Саша Воронкова приезжает из далёкой деревни в город, поступает на курсы помощников машиниста и мечтает о том дне, когда она станет машинистом поезда.

## В ролях
- Олеся Иванова — Саша Воронкова
- Виктор Хохряков — Пономарёв
- Александр Антонов — Иван Константинович
- Александр Ширшов — Алексей
- Надир Малишевский — Коля Макагон
- Муза Крепкогорская — Катя
- Леонид Кулаков — Самсон Иванович
- Владимир Владиславский — кладовщик
- Сергей Бондарчук — секретарь горкома
- Василий Макаров — капитан
- Пётр Савин — нормировщик
- Михаил Трояновский — Трофимыч